# Мэрибернонг
Мэрибернонг (англ. Maribyrnong River) — река, протекающая к северо-западу от города Мельбурна, штата Виктория, Австралия.
Длина реки — 39 км. Площадь водосборного бассейна — 1452 км².
Истоки реки берут начало близ небольшого города Маседон, на хребте Маседон Большого Водораздельного хребта. Сам Мэрибернонг образуется слиянием рек Джексон-Крик и Дип-Крик в пригороде Мельбурна Тейлорс-Лейкс на высоте 65,8 м над уровнем моря. Течёт преимущественно в южном направлении. В верховье водосборная территория главным образом сельская, тогда как в нижнем течении река протекает в пригороде Мельбурна, после чего впадает в эстуарий Ярры, незадолго до её впадения в залив Порт-Филлип. Река протекает через Бримбэнк-парк.
Основные притоки — Тейлорс-Крик и Стил-Крик.